# Mac OS X Lion
Mac OS X Lion (versió 10.7, comercialitzat com OS X Lion) és la vuitena versió de Mac OS X, el sistema operatiu d'Apple pels seus ordinadors d'escriptori, portàtils i servidors.
Lion va ser presentat durant l'esdeveniment Back to the Mac, el 20 d'octubre de 2010. Inclou elements heretats del sistema iOS. El dia 20 de juliol de 2011 es va posar a disposició del públic exclusivament a través de la botiga d'aplicacions Mac App Store. Des de la versió 10.7.3 de l'1 de febrer Mac OS X Lion es pot configurar en català de manera nativa. Lion va aconseguir la categoria de Golden Màster l'1 de juliol de 2011, seguida de la versió final a través de la Mac App Store el 20 de juliol de 2011. Apple en va realitzar més d'un milió de vendes el primer dia del seu llançament.

## Història
Pocs mesos després del llançament de Snow Leopardc, va aparèixer el rumor que Apple iniciava el desenvolupament d'una nova versió del seu sistema operatiu. El 13 d'octubre de 2012 l'empresa anuncia que podria anomenar-se Lion (Lleó), seguint la línia de batejar els seus sistemes operatius Mac OS X amb noms de grans felins.
A l'anual WWDC (Apple WorldWide Developers Conference) Apple presenta la versió definitiva del sistema, anunciant-ne la sortida al mercat amb un preu de $23.99, disponible únicament al Mac App Store i que pot ser instal·lat a deu ordinadors diferents que treballin amb el mateix compte.

## Llançament i distribució
El 6 de juny de 2011 s'anuncia oficialment que el llançament del Mac OS X Lion serà al juliol del mateix any.
La data definitiva no va ser confirmada fins al dia anterior (19 juliol) pel CFO (Chief Financial Officer) d'Apple, Peter Oppenheimer.
En un inici, no es va anunciar cap mena de distribució física de Lion (CD-ROM o DVD-ROM) com s'havia fet amb les versions anteriors. En comptes d'això, el sistema operatiu només estava disponible com a descàrrega des del Mac App Store. L'única versió anterior que suporta aquest Mac App Store és la Snow Leopard, fet que va implicar que la resta d'aparells amb sistema Tiger o Leopard haguessin primer d'actualitzar a Snow Leopard en lloc de descarregar directament Lion.
Més tard, Apple va anunciar dos nous mecanismes de distribució, en benefici dels usuaris sense accés a internet de banda ampla. El primer es basa en una unitat flash USB que conté e sistema operatiu, de venda a botigues minoristes d'Apple a un preu notablement elevat (59 €). El segon mecanisme és la descàrrega del sistema operatiu des d'un Apple Retail Store, sense cap mena de cost extra.

## Requisits

### Requisits del sistema
- X86-64 CPU (Mac amb un processador Intel Core 2 Duo, Intel Core i3, Intel Core i5, Intel Core i7 o processador Xenon)
- Mínim de 2Gb de RAM.
- Mac os x 10.6.6 o posterior (es recomana Mac OS X 10.6.8)
- Mínim de 7Gb d'espai lliure del Disc Dur.
- Els següents models de Mac suporten AirDrop: MacBook Pro (de 2008 o posterior), MacBook Air (2010 o posterior), MacBook (2008 o posterior) iMac (2009 o posterior), Mac Mini (2010 i posterior), Mac Pro (2009 o posterior amb la targeta AirPort Extreme o posterior a 2010 sense)

### Requisits particulars
Time Machine: Disc dur addicional o Time Capsule.
Photo Booth: Càmera FaceTime o iSight (integrada o externa), càmera de vídeo per USC o càmera de vídeo per FireWire.
FaceTime: Càmera FaceTime integrada, càmera iSight (integrada o externa), càmera de vídeo per USB o càmera de vídeo per FireWire i connexió a internet de 128Kb/s.
Pantalla compartida: Connexió a internet de 128Kb/s (es recomanen 300Kb/s).
iChat: Micròfon i connexió a internet de 56Kb/s (per xatejar per àudio) o càmera de vídeo per USB o per FireWire i connexió a internet de 128Kb/s (per xatejar per vídeo).
Boot Camp: Admet instal·lacions anteriors de Boot Camp amb Windows XP Service Pack 2, Windows Vista o Windows 7.
Compatibilitat amb Exchange: Exchange Server 2007 amb Service Pack 1 Update Rollup 4 o Exchange Server 2012 de Microsoft.
Grabación de vídeo con QuickTime X: Càmera FaceTime o iSight (integrada o externa), càmera de vídeo per USB o per FireWire.
OpenCL: Qualsevol de les següents targetes i processadors gràfics: GeForce 320M, GeForce GT 330M, GeForce 9400M, GeForce 9600M GT, GeForce 8600M GT, GeForce GT 120, GeForce GT 130, GeForce GTX 285, GeForce 8800 GT, GeForce 8800 GS, Quadro FX 4800 o Quadro FX5600 de NVIDIA. - Radeon HD 4670, Radeon HD 4850, Radeon HD 4870, Radeon HD 5670, Radeon HD 5750, Radeon HD 5770 o Radeon HD 5870, Radeon HD 6750M, Radeon HD 6770M o Radeon HD 6970M de AMD.
Gestos: Trackpad Multi-Touch, Magic Trackpack o ratolí Magic Mouse.
Gestos VoiceOver: Trackpad Multi-Touch o Magic Trackpad
Mac App Store: Només disponible per a majors de 13 anys. Requereix hardware i software compatibles i connexió a internet.

## Novetats
Libreta d'adreces: Ara s'utilitza una interfície d'usuari similar a l'iPad. També inclou suport millorat per a Yahoo i trucada FaceTime.
AirDrop: Connexió directe entre sistemes Lion per compartir arxius a través de Wi-Fi Direct i sense punt d'accés sense fil requerit.
Adress Space Layout Randomization: Tècnica de seguretat que guarda les dades importants a llocs impredictibles per dificultar l'atac del sistema.
Servei Apple Push Notification: Enviaments d'alertes (notícies, actualitzacions a les xarxes socials, etc.).
Autocorrecció: Comportament similar al dels dispositius iOS, que mostra un quadre de iOS emergent.
Desat automàtic: Els documents de les aplicacions escrites es guarden automàticament perquè els usuaris no s'hagin de preocupar de la gestió manual.
Suport Emoji: Nova font d'Emoji d'ús comú al xat per augmentar els ideogrames.
Exposé al Dock: Només es necessita un doble clic amb els dos dits sobre la icona de l'Exposé per iniciar l'aplicació.
FaceTime: Inclòs amb Lion
File Vault: Ofereix una encriptació completa i més segura del disc amb XTS-AES 128 xifrat de dades.
Font Book 3: Ofereix visualitzacions més flexibles dels caràcters glyphs subministrats per un tipus de font particular.
Aplicacions de pantalla completa: Tot el sistema de suport per a aplicacions de pantalla completa s'executen en el seu propi espai.
Alta qualitat de les veus multilingües: Els usuaris poden descarregar noves veus dpalta qualitat en més de quaranta llengües i dialectes.
iCal: Té una interfície d'usuari actualitzada, un punt de vista anual i suport per a la visualització en pantalla completa.
iChat: Ara suporta la sincronització amb Yahoo” Messenger.
Idiomes: S'afegeixen l'àrab, el turc, l'hongarès i el txec com a llengües per al sistema complet.
Launchpad: Llançador d'aplicacions que mostra una graella de les aplicacions instal·lades.
Mac App Store: Botiga d'aplicacions feta a la imatge del IOS App Store que ofereix maneres de descobrir aplicacions i instal·lar-les amb un sol clic.
Mail 5: Utilitza una interfície d'usuari similar a l'iPad, té una visió optimitzada a pantalla completa, utilitza un ordre cronològic per guardar les “converses” i és compatible amb Exchange 2010.
Gestos Multi-Touch: Similar a iOS, els gestos addicionals es duen a terme utilitzant un dispositiu d'entrada multitàctil que permet a l'usuari desplaçar-se.
“Preview”: Inclou el suport de la pantalla completa i la possibilitat de signar un document acostant un full signat a la càmera.
QuickTime: Reincorpora algunes característiques de QuickTime Pro: Copiar/Enganxar, Inserir Clip, Retallar, Rotar, Reenquadrar…
“Resume”: Les aplicacions reprenen el mateix estat quan es tornen a obrir.
Safari: Inclou el mode de pantalla completa i el nou motor de disseny WebKit2.
Terminal: Compta amb característiques addicionals, incloent-hi el mode de pantalla completa.
TextEdit: Incorpora una nova barra d'eines gràfiques.
Text vertical: Afegeix el suport dels formats verticals per a les llengües de l'Àsia oriental.

### Millores de la interfície de l'usuari
- Nou disseny de la interfície d'usuari Aqua.
- Acabat de Metall lleugerament modificat: ara és d'un to gris més clar i amb una textura clapada.
- El Dock ja no mostra els indicadors actius de les Aplicacions de manera predeterminada.
- Les Barres de desplaçament no desapareixen de manera predeterminada.
- Quan s'expandeix la mesura d'una finestra amb el botó verd, apareix una transformació d'efecte animat de l'ampliació.
- A la barra lateral del Finder, les icones són en blanc i negre (anteriorment eren de color).
- S'afegeix al Finder un menú anomenat All My Files on s'organitzen tots els arxius per tipus.
- Quan el volum està silenciat, la icona d'altaveu que apareix en ajustar la veu té una barra travessant-la en comptes de les ones de so.
- Els missatges d'alerta són animats.
- Les descàrregues de Safari són visibles a un menú similar al de l'iPad.

### Característiques del servidor
- Wiki Server 3: Facilita la col·laboració i l'intercanvi d'informació.

- WebDAV, ús compartit d'arxius: Ofereix la possibilitat d'accedir, copiar i compartir documents al servidor d'aplicacions (Keynote, Numers o Pages).

- Profile Manager: Administració de perfils de manera senzilla, basada en el perfil de configuració d'iPhone, iPad i iPod touch. S'integra amb els serveis de directori existents.

## Incompatibilitat
- Les sol·licituds dependents de Rosseta, com l'Office per a Mac 2004 i Quicken per a Mac 2007 ja no són compatibles. Això afecta les aplicacions que figuren com a Classic o PowerPc al Perfil del Sistema.
- Els administradors d'Unix de paquets per a Mac OS X com Fink i MacPorts requereixen una reinstal·lació i execució de Xcode.

## Històric de versions
| Versió | Construcció | Data                  | Nom SO        | Notes                                                                          | Descàrrega              |
| ------ | ----------- | --------------------- | ------------- | ------------------------------------------------------------------------------ | ----------------------- |
| 10.7   | 11A511      | 20 de juliol del 2011 | Darwin 11.0   | Primera comercialització oficial des de la Mac App Store                       | Des de la Mac App Store |
| 10.7   | 11A2061     | 20 de juliol del 2011 | Darwin 11.0.2 | Per als Mac Mini (11A2061) i per als MacBook Air (11A2063) de meitats del 2011 | No disponible           |
| 10.7   | 11A2063     | 20 de juliol del 2011 | Darwin 11.0.2 | Per als Mac Mini (11A2061) i per als MacBook Air (11A2063) de meitats del 2011 | No disponible           |
| 10.7   | 11A511s     | 16 d'agost del 2011   | Darwin 11.0   | Versió llapis USB                                                              | No disponible           |
| 10.7.1 | 11B26       | 16 d'agost del 2011   | Darwin 11.1   | Quant a l'actualització                                                        | Pàgina de suport        |
| 10.7.1 | 11B2118     | 16 d'agost del 2011   | Darwin 11.1   | Per als Mac Mini i per als MacBook Air de meitats del 2011                     | Pàgina de suport        |
| 10.7.2 | 11C74       | 12 d'octubre del 2011 | Darwin 11.2   | Quant a l'actualització                                                        | Pàgina de suport        |
| 10.7.3 | 11D50       | 1 de febrer del 2012  | Darwin 11.3   | Quant a l'actualització                                                        | Pàgina de suport        |
| 10.7.4 | 11E53       | 9 de maig del 2012    | Darwin 11.4   | Quant a l'actualització                                                        | Pàgina de suport        |
| 10.7.5 | 11G63       | 4 d'octubre del 2012  | Darwin 11.4.2 | No disponible                                                                  | No disponible           |